# Бюлетин на Съюза на македонските културно-просветни дружества в България
„Бюлетинът на Съюза македонските културно-просветни дружества в България“ е периодично научно списание, издавано от Централното ръководство на Македонското дружество „Гоце Делчев“, наследник на Съюза на македонските емигрантски организации след 1953 година. Печата се в печатницата на БЗНС. В броевете му се публикуват партийни и комунистически тезиси, исторически спомени и разкази за Македония, пътеписи, поезия, биографии на македонски дейци и други. Дългогодишен отговорен редактор на списанието е Божидар Божиков.
Издава се от март 1967 година до демократичните промени през 1989 година.